# Instituto Mexicano de Cinematografía
Das Instituto Mexicano de Cinematografía (kurz: IMCINE) ist eine staatliche Institution zur Förderung des Films in Mexiko. Es wurde 1983 eingerichtet und vereinte verschiedene Unternehmen und Institutionen unter einem Dach. Dabei trat das Instituto Mexicano de Cinematografía lange Zeit als aktiver Teilnehmer in der Filmindustrie auf. In den 1990er-Jahren erfolgte die Hinwendung zur Mitwirkung an der Filmproduktion in der Rolle des Co-Produzenten. Bis 1989 gehörte diese Institution zum Secretaría de Gobernación, seitdem ist sie dem Secretaría de Educación Pública unterstellt.

## Geschichte
Das Instituto Mexicano de Cinematografía wurde 1983 eingerichtet, um nach der Regierung von José López Portillo, in der dessen Schwester Margarita López Portillo als Zuständige für den Filmbereich dessen staatliche Förderung stark beschnitten hatte, die am Boden liegende mexikanische Filmindustrie wieder verstärkt zu fördern. Unter dem Dach dieser Institution wurden die beiden staatlichen Produktionsfirmen Corporación Nacional Cinematográfica und Corporación Nacional Cinematográfica de Trabajadores de Estado II., die Produktionsfirmen Churubusco-Atzteca und Estudio América, die staatlichen Vertriebsorganisationen, das Dokumentarfilmzentrum und die staatlichen Filmschulen vereinigt. Ihre Leitung übernahm Alberto Isaac. Die Besetzung des Chefpostens mit Isaac, der selbst aus der Filmindustrie stammte und nicht einer der üblichen Bürokraten war, die sonst solche Posten besetzten, weckte Hoffnung, dass die Förderung den Ansprüchen der Filmschaffenden entsprechen würde und so die Regeneration schnell voranschreiten würde. Aber bereits nach einem Jahr gab er den Posten auf, um wieder Filme drehen zu können. Trotz dieses Rücktritts und einiger weiterer Kontroversen hatte das Instituto Mexicano de Cinematografía maßgeblichen Anteil an der Erneuerung und dem Wiederaufstieg der mexikanischen Filmindustrie. Zum Ende des Jahrzehntes erfolgte eine bedeutende Änderung in der Einordnung dieser Institution, als die Zuständigkeit für sie 1989 vom Secretaría de Gobernación auf das Secretaría de Educación Pública übertragen wurde. Somit fiel der Einfluss des Innenministeriums, das Filme oftmals auch politisch beeinflusste beziehungsweise dies versuchte, weg.
Zu Beginn der 1990er-Jahre veränderte das Instituto Mexicano de Cinematografía seine Förderpolitik. Es stellte die eigene Studioproduktion ein, wobei auch gewerkschaftlicher Druck eine Rolle spielte. In der Folge betätigte es sich nur noch als Co-Produzent von privaten Produktionsfirmen. Damit folgte das Instituto Mexicano de Cinematografía der politischen Linie von Präsident Carlos Salinas de Gortari, der die Privatwirtschaft stärkte und staatliches wirtschaftliches Engagement zurückfuhr. Zu Kontroversen kam es 1999 um den vom Instituto Mexicano de Cinematografía coproduzierten Film La ley de Herodes (Herodes Gesetz) von Luis Estrada. Dieser Film mit Damián Alcázar und Pedro Armendáriz Jr. in den Hauptrollen behandelte das Thema der Korruption in Mexiko und löste aufgrund der Nennung der Partido Revolucionario Institucional heftige Kontroversen aus, obwohl der Film in den 1950er-Jahren spielte. Erste geplante Aufführungen fanden aus verschiedenen Gründen nicht statt, was als neue Form der Zensur aufgefasst wurde. Nach Kritik von zahlreichen Filmschaffenden, er habe dem Druck von Funktionsträgern der Partei nachgegeben und die Aufführung des Films sabotiert, gab der Direktor des Instituto Mexicano de Cinematografía, Eduardo Amarena, die Rechte am Film ab, so dass allein Estrada für die Aufführung zuständig war.
Unter der Regierung Vicente Fox Quesada standen im Jahr 2003, nachdem sich die Lage der mexikanischen Filmindustrie verbessert hatte, Pläne im Raum, die Förderungen zu kürzen und das Instituto Mexicano de Cinematografía zumindest teilweise zu privatisieren. Der Haushaltsentwurf für das Jahr 2004 sah die Streichung der Mittel für das Institut, die staatliche Schauspielschule und das Studio Churubusco vor, der Kongress lehnte diese Vorschläge jedoch ab, weshalb die Einrichtungen bestehen blieben.